# Jesus Freak Hideout
Jesus Freak Hideout är en webbplats för kristen musik. Sajtens inriktning är recensioner och försäljning av kristna album. Sajten är känd för sina recensioner av album, artistintervjuer och konsertdatum. Webbplatsen är namngiven efter DC Talks album Jesus Freak.  Namnet Jesus Freak Hideout valdes även för att John DiBiase, sidans skapare, använde många variationer av Jesus Freak som användarnamn.